# Muhammad Baraka
Muhammad Baraka, Mohammad Barakeh (ur. 29 czerwca 1955 w Szefaram) – izraelski polityk narodowości arabskiej, sekretarz generalny partii Hadasz (Demokratyczny Front dla Pokoju i Równości), wchodzącej w skład izraelskiego parlamentu, Knesetu. Jako jeden z niewielu arabskich deputowanych zasiadających w tej izbie, często jest uznawany przez media za reprezentanta społeczności Arabów izraelskich. Pochodzi z miejscowości Szefaram na północy Izraela.
4 sierpnia 2005 w rodzinnym mieście Baraki, Szefaram, dezerter z armii izraelskiej, Eden Natan-Zada, otworzył ogień z pokładu autobusu, zabijając czterech izraelskich Arabów (dwóch chrześcijan i dwóch muzułmanów), raniąc przy tym 22 innych. Gdy przeładowywał broń, został obezwładniony przez mieszkańców osady, zlinczowany i pobity na śmierć. Barakeh wskazywał na kontrowersje w postrzeganiu tego wydarzenia, przestrzegając przed postawieniem zabójcom Natan-Zada zarzutu morderstwa. Ostrzegał przed możliwymi protestami i zamieszkami, twierdząc, iż w Izraelu zwykle tego, kto uniemożliwia terroryście zabicie większej liczby ofiar, traktuje się jak bohatera. W tym przypadku narodowość ofiar zmieniła tę zależność.
Pod koniec 2005 roku Barakeh warunkowo poparł plan ewakuacji żydowskich osiedli ze Strefy Gazy i części z Zachodniego Brzegu autorstwa Ariela Szarona. Stał się za to obiektem ataków ze strony nielegalnego żydowskiego ugrupowania Kach.
Pierwszy raz wybrany do Knesetu w 1999 roku, zdobywał mandat w kolejnych wyborach: 2003, 2006, 2009 i 2013. W 2015 utracił miejsce w parlamencie.